# Asticta stigmata
Asticta stigmata là một loài bướm đêm trong họ Erebidae.